# Brocchinioideae
Brocchinioideae Givnish, 2007 è una sottofamiglia di piante della famiglia Bromeliaceae.

## Tassonomia
La sottofamiglia comprende i seguenti generi:
- Ayensua L.B.Sm. (1 specie)
- Brocchinia Schult. & Schult.f. (19 spp.)

Entrambi i generi in passato erano inclusi nella sottofamiglia Pitcairnioideae, da cui sono stati segregati nel 2007 in base alle risultanze di studi filogenetici.